# Liste der Einträge im National Register of Historic Places im Jackson County (Wisconsin)

Lage des Jackson County in Wisconsin

Die Liste der Einträge im National Register of Historic Places im Jackson County in Wisconsin führt alle Bauwerke und historischen Stätten im Jackson County auf, die in das National Register of Historic Places aufgenommen wurden.

## Legende
| NRHP | Historic Place    |
| HD   | Historic District |
| NHL  | Historic District |

## Aktuelle Einträge
| [ 2 ] | Name                                | Bild                                | Eintragsdatum        | Lage                                                                  | Ort               | Beschreibung                                                               |
| ----- | ----------------------------------- | ----------------------------------- | -------------------- | --------------------------------------------------------------------- | ----------------- | -------------------------------------------------------------------------- |
| 1     | Black Hawk Powwow Grounds           | Black Hawk Powwow Grounds           | 2007 ID-Nr. 07000244 | W8426 WIS 54E 44° 20′ 7,5″ N, 90° 44′ 18,3″ W                         | Town of Komensky  | Traditioneller Versammlungs- und Zeremonienplatz der Winnebago             |
| 2     | Black River Falls Public Library    | Black River Falls Public Library    | 2007 ID-Nr. 07001330 | 321 Main Street 44° 17′ 43″ N, 90° 51′ 5″ W                           | Black River Falls | 1914 im Stil der Prairie Houses errichtete Carnegie-Bibliothek             |
| 3     | Gullickson's Glen                   |                                     | 1978 ID-Nr. 78000102 | Adresse nicht veröffentlicht                                          | Town of Irving    | Grotte mit Felszeichnungen                                                 |
| 4     | Silver Mound Archeological District | Silver Mound Archeological District | 1975 ID-Nr. 75000067 | Westseite des WIS 95 44° 25′ 35,9″ N, 90° 57′ 34,5″ W                 | Alma Center       | Prähistorische Abbaustätte von Quarzit der nacheiszeitlichen Paläoindianer |
| 5     | Union High School                   | Union High School                   | 1978 ID-Nr. 78000103 | North 3rd Street und 223 North 4th Street 44° 17′ 51″ N, 90° 51′ 5″ W | Black River Falls | 1871 aus Ziegeln errichtetes dreistöckiges Schulgebäude                    |